# Mohamed Zidan
Mohamed Abdullah Zidan  - em árabe, محمد عبدالله زيدان‎ - (Port Said, 11 de dezembro de 1981) é um ex-futebolista egípcio que atuava como atacante. 

## Carreira
Zidan representou o elenco da Seleção Egípcia de Futebol no Campeonato Africano das Nações de 2010.
Em 2013, foi condenado a seis anos de prisão por ter passado três cheques sem cobertura a uma imobiliária do Egito.

## Títulos
Borussia Dortmund
- Bundesliga 2010-11
- Bundesliga 2011-12

Midtjylland
- Taça da Dinamarca 2003-04

Seleção Egípcia
- Copa das Nações Africanas: 2008, 2010